# Rostringar i potatis

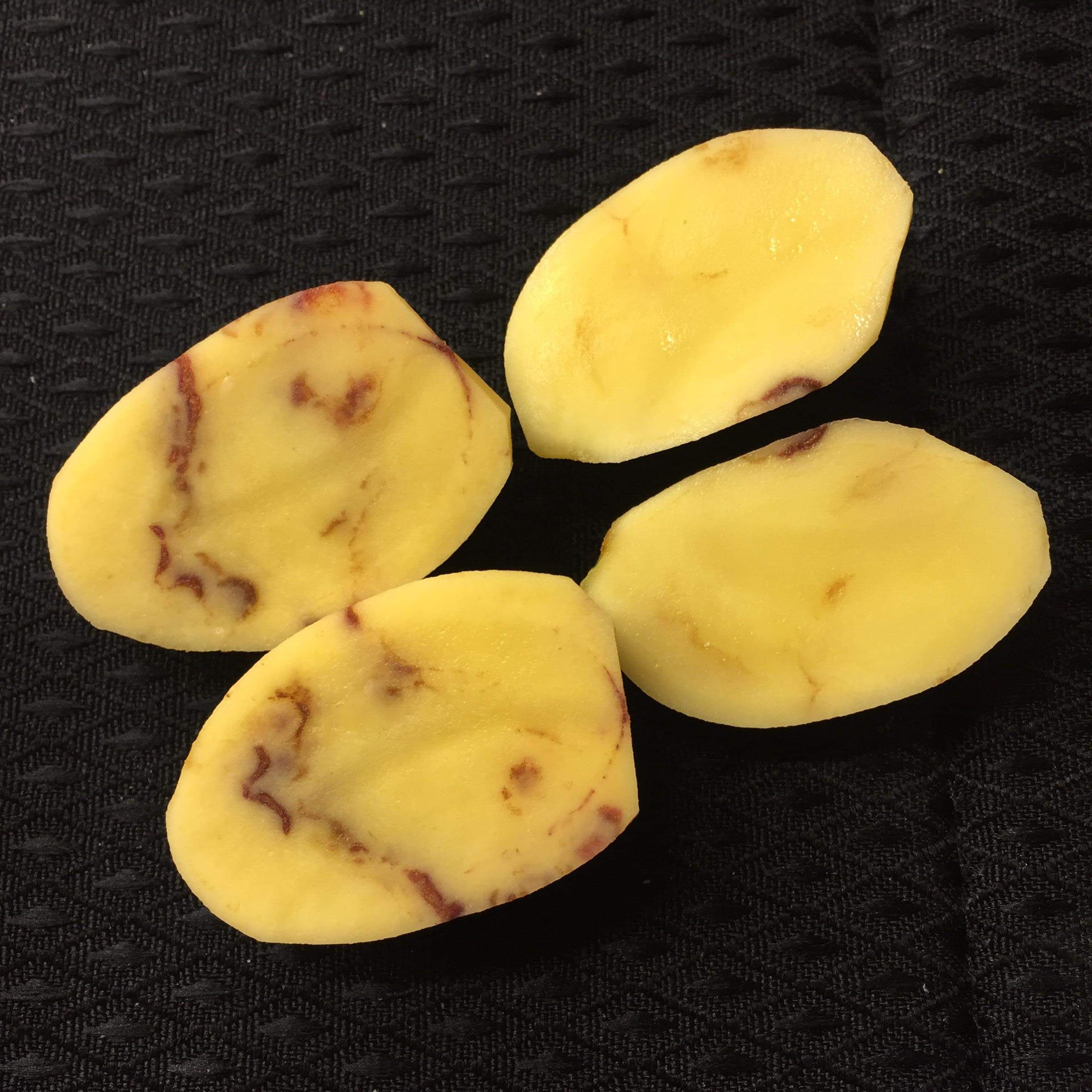
Potatissort Bordeaux angripen av MPTV

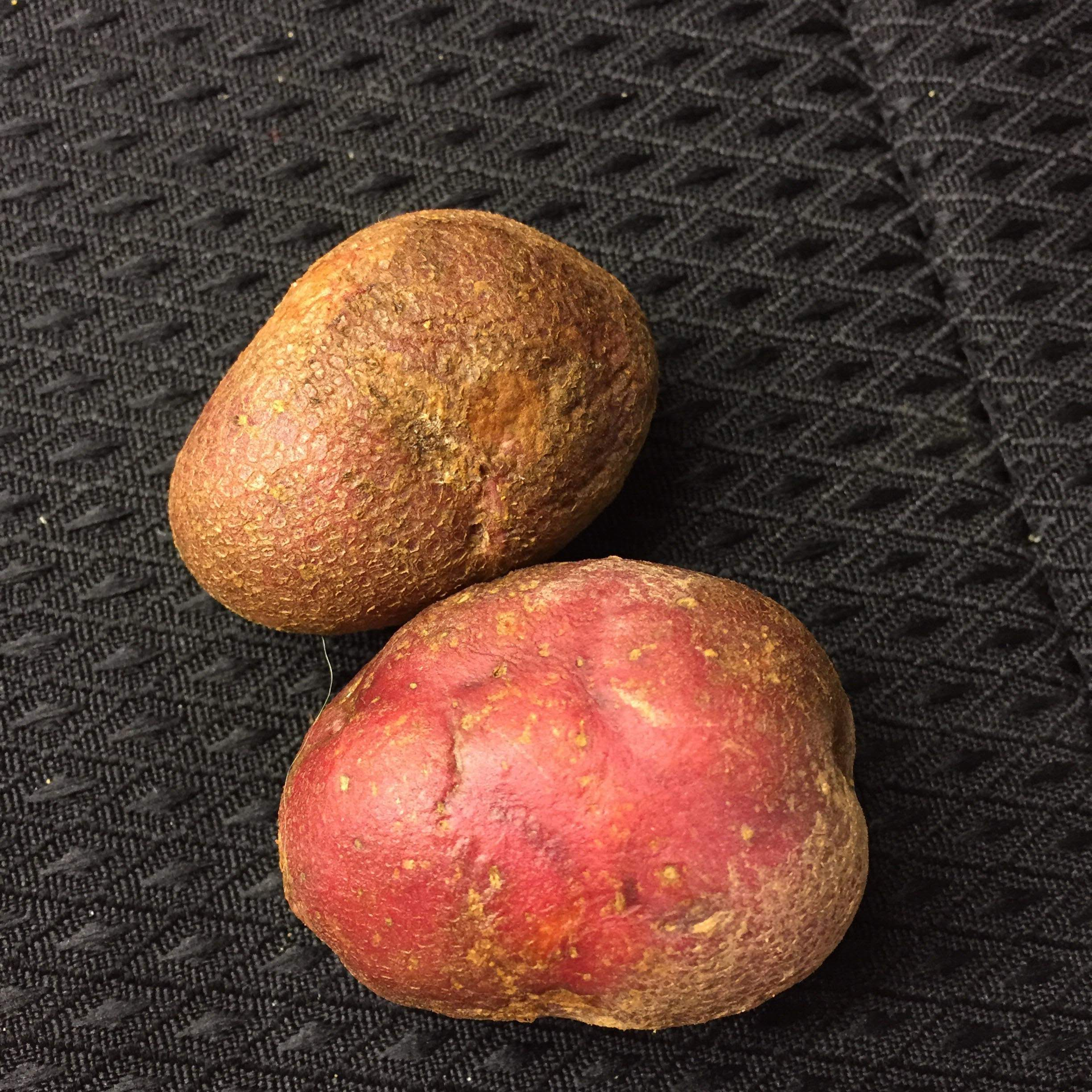
Potatissort Bordeaux angripen av potatisskrov

Rostringar i potatis orsakas av virus som bildar missfärgningar. Oftast är symptomen osynliga tills man skär i potatisen, men i undantagsfall syns även rostringaran utanpå knölen. Skadorna kan ha stor ekonomisk betydelse då de inte är önskvärda i till exempel matpotatis eller chipspotatis. 

## Tobakrattelvirus (TRV)
Tobakrattelvirus, TRV, sprids med nematoder från släktena Paratrichodorus och Trichodorus. De kan angripa de flesta arter av både grödor och ogräs. Nematoderna trivs bäst på lätta och fuktiga sandjordar. Förutom de karakteristiska rostningar hos TRV så kan viruset bilda proppar som lätt går att avlägsna. Propparna uppstår då rostringarna går djup och är avgränsade från annan vävnad i potatisen. Ett mer ovanligt symptom hos TRV är småfläckiga och missformade blad samt kortare stjälk.
Besprutning kan fungera vid bekämpning mot TRV, vill man inte använda sig av besprutning är sortval den viktigaste motåtgärden. Det finns sorter som är mer motståndskraftiga än andra mot viruset och dessa bör användas om man vill minska förökningen av viruset i området. Växtföljd som annars är ett bra medel mot många sjukdomar hjälper inte vid angrep av TRV då både viruset och nematoderna har så många olika värdväxter.

## Potatismopptoppvirus (PMVT)
Potatismopptoppvirus, PMTV, infekterar ett fåtal växter, främst potatis. Skördeförlusten efter infektion av PMTV osrakar problem för kvaliteten snarare än kvantiteten, det orsakar den största ekonomiska förlusten. PMTV sprids med protisten Spongospora subterranea som orsakar pulverskrov hos potatis. S. subterranea trivs i de flesta jordar, men gynnas av höga pH-värden och fuktig mark. PMTV kan överleva inuti pulverskrovens vilsporer i jorden under många år. Virus i vilsporer i en kall miljö kan fortfarande infektera växter efter 15 år .
Förutom rostringar kan sekundära symtom synas på blasten om utsädet var smittat, den blir då ihoptryckt och får ett utseende som påminner om en mopp, därav namnet. Vissa blad kan också få V-formade klorotiska fläckar och en kraftig gul-grön mosaik, skotten kan få ett kompakt växtsätt då bladen sitter tätt på stjälken. Rostringana i potatis är primära symptom och uppträder endast om en frisk planta har blivit smittat av viruset. Ett symptom som skiljer PMTV från TRV är att rostringarna kan förvärras under lagring, potatisknölar som inte visar symtom vid upptagning kan efter några månader i lagring ha tydliga ringar.
Har man väl fått sjukdomen i sin jord så är det svårt att bli av med den, det finns inga resistenta sorter på marknaden, det finns inte heller några verksamma bekämpningsmedel mot den. Svampens vilsporer och viruset i dem kan överleva i marken i upp till 15 år, växtföljd duger alltså inte som motåtgärd. Viktiga åtgärder för att minska spridningen av viruset är att använda sig av friskt utsäde, då viruset kan överleva i potatisknölen under lagring, liksom att rengöra maskiner efter körning och mellan fält. 